# قوری‌قلعه
قوری‌قلعه (کردی: قوڕەقەڵا)، روستایی از توابع بخش شاهو شهرستان روانسر در استان کرمانشاه ایران است. غار قوری‌قلعه در نزدیکی این روستا  قرار دارد.

## جمعیت
این روستا در دهستان قوری‌قلعه قرار دارد و براساس سرشماری مرکز آمار ایران در سال ۱۳۸۵، جمعیت آن ۹۸۹ نفر (۲۱۱خانوار) بوده‌است.